# Моят странен герой
Моят странен герой (на корейски: 복수가 돌아왔다, на английски: My Strange Hero) е южнокорейски телевизионен сериал с участието на Ю Сънг Хо, Чо Бо А и Куак Донг Йон.
Излъчва се по SBS в понеделник и вторник от 22:00 ч. (KST) от 10 декември 2018 г. до 4 февруари 2019 г.

## Сюжет
През 2009 г. Канг Бок Су учи в престижната частна гимназия Солсонг, известна с дискриминационната си практика на разделяне на учениците въз основа на техните оценки и социален статус. Бок Су е буен младеж, с лоши резултати на тестовете си. Популярен е като защитник на слабите ученици от побойниците, които ги тормозят. Той излиза с най-умната ученичка в училището – Сон Су Джонг. Освен това е най-добър приятел с О Се Хо, син на председателката на училищния борд. Су Джонг отдавна крие факта, че е бедна. Произходът ѝ внезапно е разкрит в училището, само ден след като тя е го споделила на Бок Су, което я кара да повярва, че той е издал тайната ѝ и се интересува от нея просто от съжаление. Съкрушена, тя се отправя към покрива на училището, за да се отдаде на мъката си. Там чува как Бок Су и Се Хо се карат. Кавгата им завършва с падането на Се Хо. Той оцелява след инцидента, но обвинява Бок Су, че го е бутнал. Су Джонг, все още с разбито сърце от предателството на Бок Су, също свидетелства срещу него, което води до изключването му от Солсонг.
Девет години по-късно 25-годишният Бок Су работи в "Your Request", компания за различни услуги. А Су Джонг отчаяно се опитва да получи назначение като постоянен учител в Солсонг. Тя неволно е измамена да плати солидна сума пари, за да получи работата. Су Джонг преподава на О Юнг Мин, проблемен ученик от клас „Айви“, класът с най-добрите ученици в училището. Един ден Юнг Мин се опитва да се самоубие, скачайки в река Хан, а Су Джонг пада заедно с него. Бок Су, който случайно е наблизо, я спасява. Неговото героично действие принуждава Се Хо, наскоро повишен в председател на борда на Солсонг, да приеме отново Бок Су в училището и да успокои общественото мнение. Бок Су влиза в клас „Диво цвете“, класът с учениците с най-нисък успех в училището. Се Хо успява да назначи Су Джонг за постоянен учител и я прави класен ръководител на клас „Диво цвете“.
Бок Су измисля план за отмъщение на Солсонг, и по-специално на Се Хо, за лъжите, довели до изгонването му. Макар и първоначално студен, Бок Су възобновява връзката си със Су Джонг, след като двамата научават, че раздялата им се дължи на поредица от недоразумения.
Подпомогнат от приятелите си, Бок Су бавно разрушава покварената атмосфера на Солсонг. В процеса те трябва да се изправят срещу цялото висше ръководство на училището, което иска да запази статуквото.

## Актьорски състав
- Ю Сънг Хо – Канг Бок Су[3]
- Чо Бо А – Сон Су Джонг
- Куак Донг Йон – О Се Хо
- Ким Донг Йонг – И Кьонг Хьон
- Пак А Ин – Янг Мин Джи
- Ким Ми Кьонг – И Чонг Сун
- Ким Че Хуа – Канг Со Чонг
- Че Уон Хок – Канг Ин Хо